# Ben Simmons
Benjamin "Ben" David Simmons (Melbourne, 20 de julho de 1996) é um jogador australiano de basquete profissional que atualmente joga no Los Angeles Clippers na National Basketball Association (NBA).
O australiano passou apenas uma temporada na Universidade do Estado da Luisiana antes de ser escolhido como a primeira escolha geral no draft da NBA de 2016 pelo Philadelphia 76ers.

## Primeiros anos
Simmons nasceu no subúrbio de Melbourne, filho do americano Dave Simmons e da australiana Julie. Quando seus pais se conheceram em 1991, Julie era uma mãe solteira divorciada com quatro filhos - Melissa, Emily, Liam e Sean. Depois de se casar com Simmons em 1994, ela teve mais dois filhos, Olivia e Ben. Seu pai jogou basquete universitário na Universidade de Oklahoma antes de se tornar profissional e jogar no Melbourne Tigers na National Basketball League em 1989, mais tarde, ele se tornar um cidadão naturalizado.
Simmons foi criado em Newcastle a partir dos 18 meses de idade, enquanto seu pai jogava na cidade. Ele começou a jogar basquete aos sete anos de idade no time sub-12 do Newcastle Hunters e jogou mais dois anos pelo Lake Macquarie. Enquanto estava em Newcastle, ele também jogou rugby pelo Western Suburbs e South Newcastle na Newcastle Rugby League, uma liga de rugby local.
Aos 10 anos, Simmons retornou a Melbourne e começou a jogar basquete no Knox Raiders. Juntamente com o basquete, ele também jogava futebol australiano no Beverley Hills Junior Football Club e ganhou uma série de prêmios na Yarra Junior Football League. No 7º ano, enquanto frequentava o Whitefriars College, Simmons foi nomeado MVP depois de ajudar a equipe a vencer o campeonato nacional.
Quando adolescente, Simmons estava dividido entre seus dois amores: o basquete e o futebol australiano, mas acabou decidindo se concentrar no basquete. Simmons afirma continuar torcendo pelo Essendon Bombers na Australian Football League e descreve o esporte como "um jogo incrível".
No ano seguinte, aos 15 anos, ele jogou basquete na Box Hill Senior Secondary College no Campeonato de Escolas Australianas de 2011, antes de aceitar uma bolsa de estudos no Instituto Australiano de Esporte em 2012. Mais tarde naquele ano, Simmons fez sua primeira aparição nos Estados Unidos no renomado Pangos All-American Camp. Apesar de ter apenas 15 anos de idade, ele foi escolhido para representar a Austrália no Campeonato Mundial de Basquetebol Sub-17 de 2012, onde ajudou sua equipe a ganhar a medalha de prata. A melhor partida de Simmons foi contra a República Checa onde ele fez 26 pontos, 10 rebotes e 5 roubos de bola.

## Carreira no ensino médio

### Primeiro ano
Em janeiro de 2013, Simmons mudou-se para os EUA para competir contra garotos de tamanho e capacidade atlética comparáveis. Ele frequentou a Montverde Academy em Montverde, Flórida.
Em abril de 2013, ele ajudou Montverde a se recuperar de um déficit de 16 pontos para bater St. Benedict por 67-65 na final do High School National Tournament.
Depois de competir no Jordan Brand Classic International Game, ele retornou a Melbourne, onde se juntou ao Bulleen Boomers para jogar um campeonato amador em junho de 2013. Ele jogou seis partidas pelo Bulleen e teve médias de 12,3 pontos, 8,5 rebotes, 2,5 assistências, 1,3 roubadas de bola e 2,3 bloqueios.

### Segundo ano
Simmons retornou à Academia Montverde para sua segunda temporada em 2013–14. Na temporada, Simmons teve médias de 18,5 pontos, 9,8 rebotes e 2,7 assistências, além de 88 bloqueios.
Montverde terminou a temporada com um recorde de 28-0, fechando com uma vitória por 71-62 sobre a Oak Hill Academy no High School National Tournament no Madison Square Garden. Simmons teve 24 pontos e 12 rebotes e recebeu o prêmio de MVP.
Após a temporada, ele foi nomeado o melhor jogador colegial da América do Norte.

### Último ano

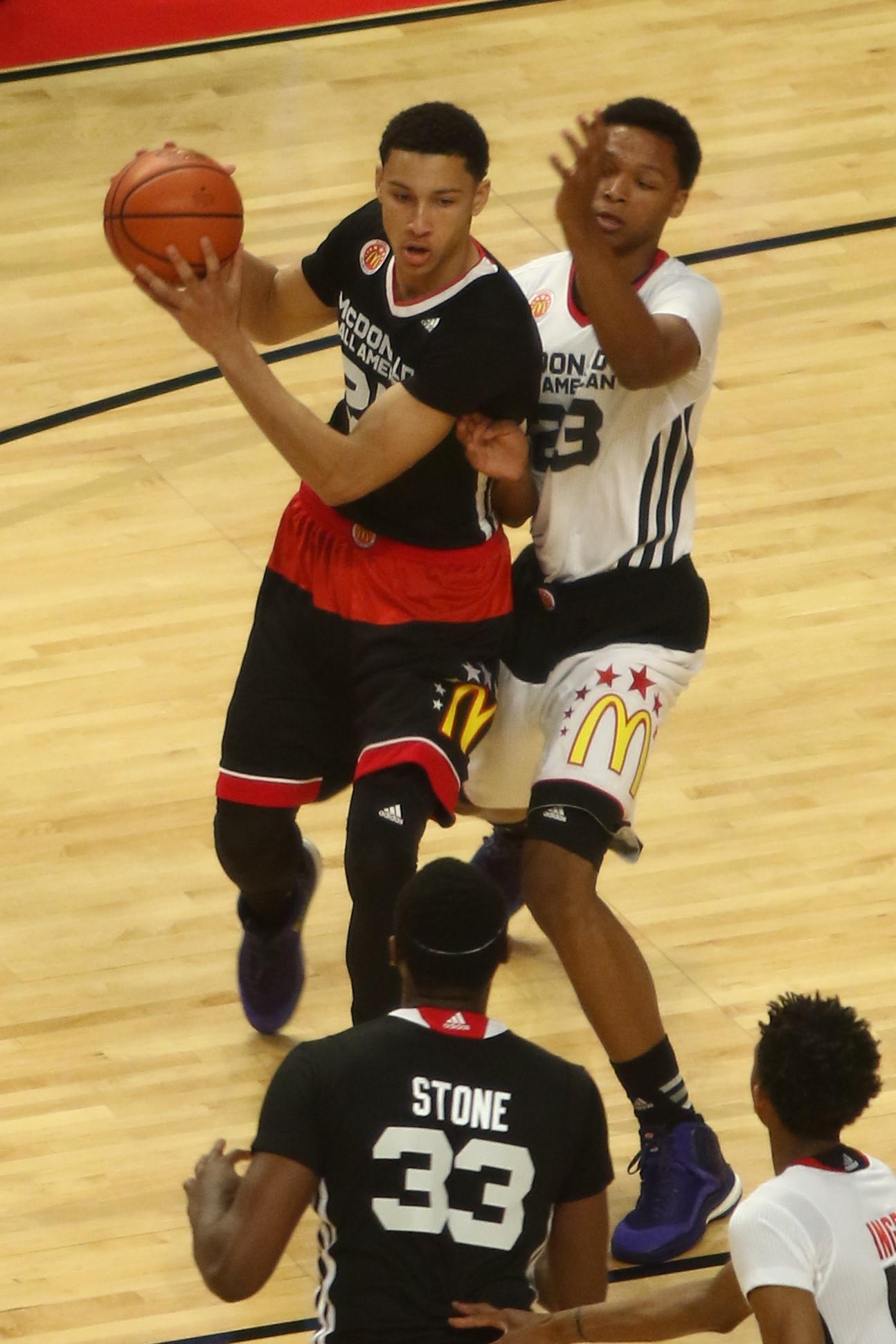
Simmons no McDonald's All-American Game de 2015

Em 12 de novembro de 2014, Simmons assinou uma Carta Nacional de Intenções para jogar basquete universitário na Universidade do Estado da Luisiana (LSU).
Em 28 de janeiro de 2015, Simmons foi nomeado titular da equipe do Leste no 38º jogo anual da McDonald's All-American. Em 10 de março de 2015, ele foi nomeado o vencedor do Prêmio Morgan Wootten, concedido anualmente ao jogador que exemplifica um caráter excepcional, exibe liderança e incorpora os valores de ser um atleta-aluno na sala de aula e na comunidade. Ao fazê-lo, ele se tornou apenas o segundo jogador de uma escola secundária da Flórida a ganhar o prêmio (Austin Rivers em 2011 foi o primeiro). Ele foi nomeado o Melhor Jogador do Ano em 12 de março e o Jogador Nacional do Ano em 24 de março depois de liderar os Eagles para um recorde de 28-1 e um lugar no High School National Tournament pelo terceiro ano consecutivo.
Em 29 jogos da temporada regular, ele teve médias de 28,0 pontos, 11,9 rebotes, 4,0 assistências e 2,6 roubos de bola e registrou 24 duplos-duplos.

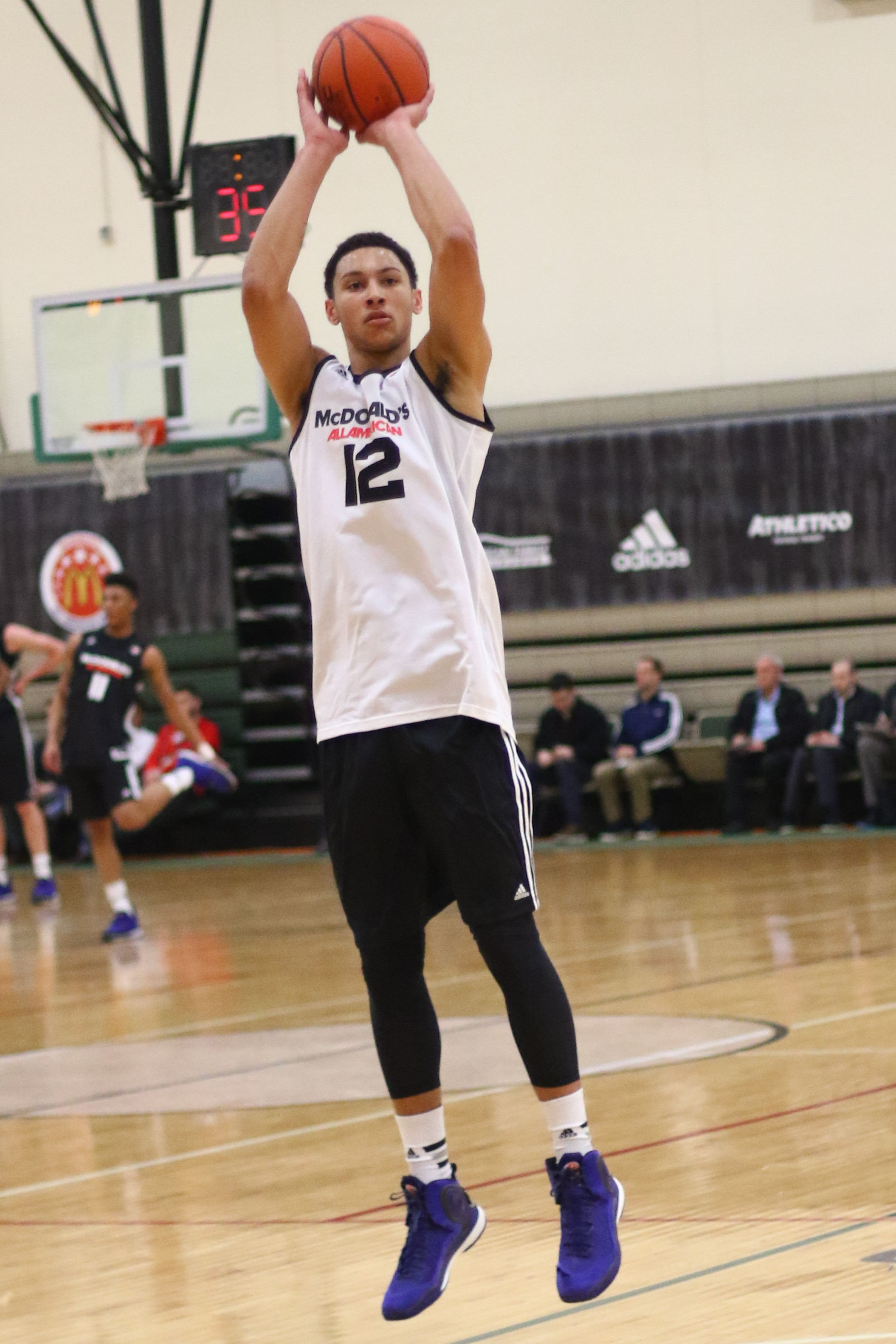
Simmons em um treinamento para o McDonald's All-American

Em 4 de abril, Simmons levou Montverde ao terceiro título consecutivo do High School National Tournament com uma vitória por 70-61 sobre a Oak Hill Academy no Madison Square Garden. Ele novamente ganhou o prêmio de MVP depois de fazer 58 pontos e 35 rebotes ao longo do torneio de três dias. Em seguida, ele competiu no Nike Hoop Summit de 2015 jogando no Time Mundo em 11 de abril, ele marcou 13 pontos em uma vitória de 103-101 sobre a equipe dos EUA.
Considerado um recruta de cinco estrelas pela ESPN.com, Simmons foi listado como o melhor jogador do pais em 2015.

## Carreira universitária

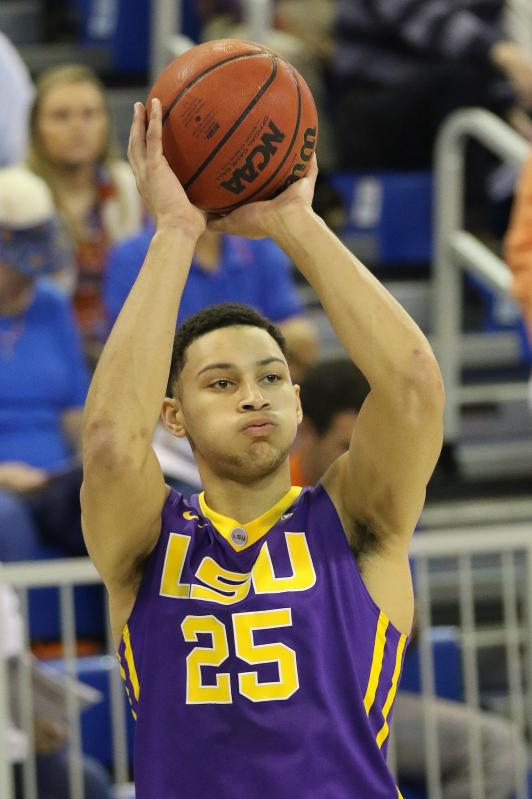
Simmons jogando contra Florida

No seu primeiro ano universitário, Simmons começou sua carreira em uma turnê de quatro paradas na Austrália. Aproveitando a oportunidade para mostrar aos seus companheiros de equipe onde tudo começou para ele, Simmons fez sua estreia pela LSU em 15 de agosto em uma vitória por 89-75 sobre o Newcastle All-Stars. Os Tigers completaram sua turnê australiana de cinco jogos com um recorde de 3-2, e ao longo dos cinco jogos, Simmons teve médias de 20 pontos e nove rebotes para liderar a equipe em todas as principais categorias estatísticas.
Em 13 de novembro de 2015, Simmons fez sua estreia universitária na abertura da temporada de LSU, gravando um duplo-duplo com 11 pontos e 13 rebotes em uma vitória sobre McNeese State. Ele ajudou LSU a começar a temporada com um recorde de 3-0, antes de registrar 21 pontos, 20 rebotes, 7 assistências e 2 roubos de bola em uma derrota para Marquette em 23 de novembro.
Em 2 de dezembro, ele ajudou LSU a quebrar uma série de três derrotas registrando 43 pontos, 14 rebotes, 7 assistências, 5 roubadas de bola e 3 bloqueios em uma vitória por 119-108 sobre a Universidade do Norte da Flórida. Seus 43 pontos foram a maior marca desde que Shaquille O'Neal fez 43 pontos contra a Universidade do Norte do Arizona em 28 de dezembro de 1991. Depois de registrar 14 pontos e 10 rebotes em uma vitória sobre Kentucky em 5 de janeiro de 2016, Simmons foi chamado de "melhor Jogador desde LeBron James" por Magic Johnson.
Após a conclusão da temporada regular, Simmons foi nomeado para a Primeira-Equipe da Southeastern Conference e o Calouro do Ano em votação dos Treinadores da SEC.
A temporada regular da equipe foi em grande parte considerada uma decepção. LSU terminou a temporada regular com um recorde de 18-13, incluindo 11-7 na SEC.
No Torneio da SEC de 2016, Simmons ajudou LSU a derrotar Tennessee nas quartas-de-final para passar para as semifinais, onde enfrentou Texas A&M. LSU se retirou do torneio com uma desmoralizante derrota por 71-38. Simmons não conseguiu levar a equipe para um lugar no Torneio da NCAA.
Simmons completou a temporada tendo jogado em 33 jogos. Ele liderou a equipe em todas as principais categorias estatísticas terminando com médias de 19,2 pontos, 11,8 rebotes, 4,8 assistências, 2,0 roubos de bola e 0,8 bloqueios em 34,9 minutos por jogo. Na SEC, ele ficou em quarto lugar em pontos, primeiro em rebotes, quinto em assistências e segundo em roubadas de bola.
Em 21 de março de 2016, Simmons se declarou para o Draft da NBA de 2016, renunciando aos seus últimos três anos de elegibilidade para a faculdade. Ele também assinou com a agência esportiva norte-americana Klutch Sports, que é de propriedade de Rich Paul.

## Carreira profissional

### Philadelphia 76ers (2016–2022)

#### Lesão (2016–17)
Na semana que antecedeu o Draft de 2016, a atitude e o caráter de Simmons foram questionados por vários analistas da NBA. O treinador do Philadelphia 76ers, Brett Brown, ex-técnico da seleção australiana e amigo da família Simmons, repudiou as alegações feitas e se contentou com o comportamento pré-draft de Simmons.
No dia 23 de junho, ele foi selecionado por Brown e pelos 76ers com a primeira escolha geral no draft, tornando-se a terceira escolha vindo de Melbourne em 11 anos (Andrew Bogut em 2005 e Kyrie Irving em 2011). Ele também foi o primeiro jogador universitário na era moderna a ser selecionado como a primeira escolha geral, apesar de nunca ter jogado no Torneio da NCAA.
Em 3 de julho de 2016, Simmons assinou seu contrato com os 76ers e ingressou na equipe para a Summer League de 2016. Simmons foi elogiado por sua consciência e capacidade de passe. Ele foi nomeado para a Primeira-Equipe da Summer League de Las Vegas tendo médias de 10,8 pontos, 7,7 rebotes e 5,5 assistências por jogo.
Em 30 de setembro de 2016, Simmons machucou o tornozelo direito durante um treinamento. Depois de fazer um raio-X e uma ressonância magnética do pé e do tornozelo, foi determinado que Simmons havia sofrido uma fratura do quinto metatarso do pé direito e foi estimado que ficasse de fora de três a quatro meses. No entanto, em 24 de fevereiro de 2017, ele foi descartado para toda a temporada de 2016-17, depois de testes terem revelado que seu pé direito não estava totalmente curado.

#### Temporada de estreia (2017–18)

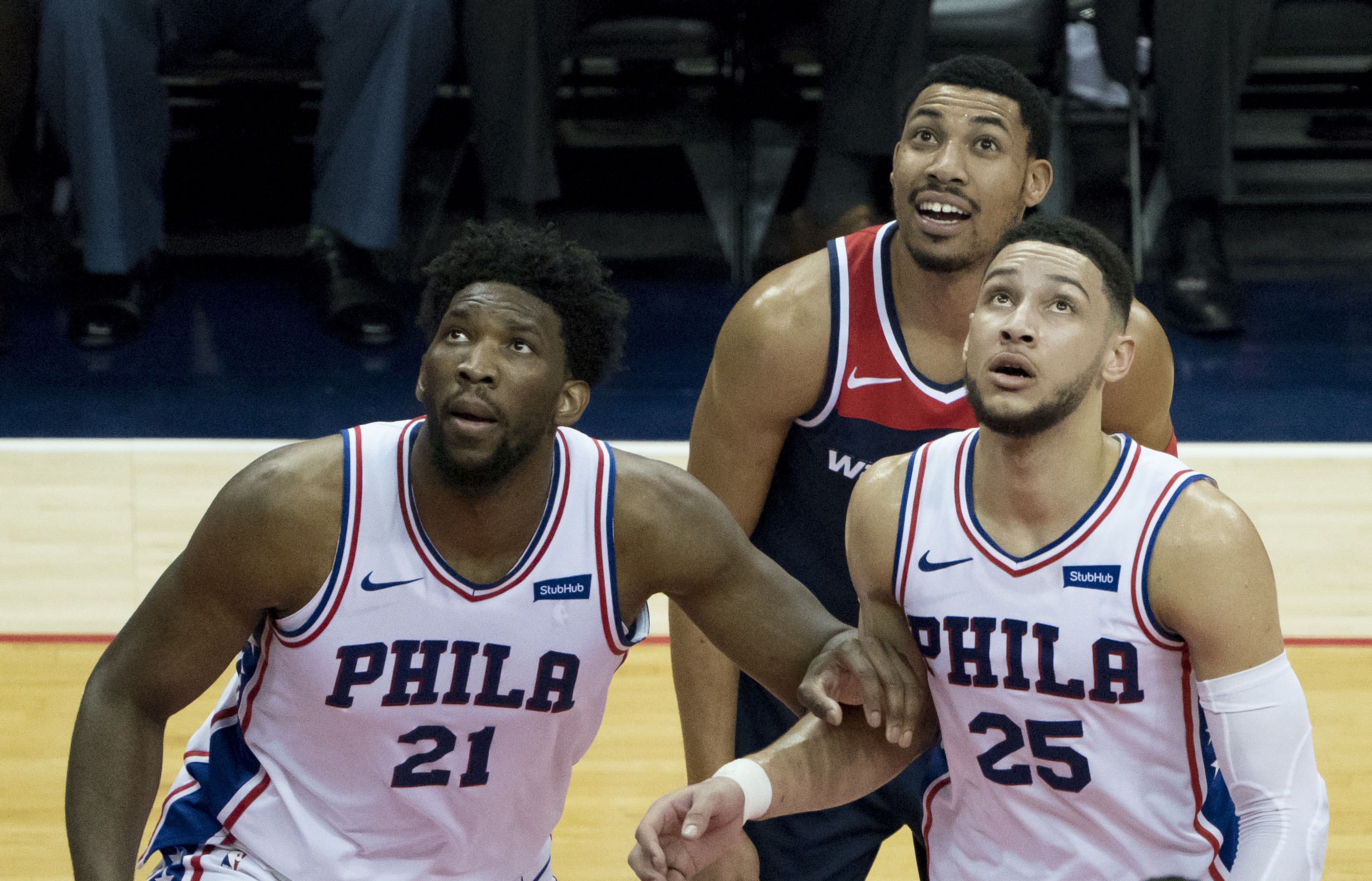
Simmons com o companheiro de equipe Joel Embiid em 2018.

Alguns especialistas duvidaram de sua força, aptidão e habilidade após uma temporada inteira lesionado. Em sua estréia na NBA em 18 de outubro de 2017, Simmons teve 18 pontos e 10 rebotes em uma derrota por 120-115 na abertura da temporada para o Washington Wizards.
Em seu terceiro jogo, em 21 de outubro, Simmons registrou 18 pontos, 10 rebotes e oito assistências em uma derrota por 128-94 para o Toronto Raptors, unindo-se a Oscar Robertson como os únicos jogadores a ter mais de 10 pontos, 10 rebotes e 5 assistências em seus três primeiros jogos da NBA. Em seu quarto jogo, em 23 de outubro, ele teve seu primeiro triplo-duplo da carreira com 21 pontos, 12 rebotes e 10 assistências na vitória por 97-86 sobre o Detroit Pistons, tornando-se o terceiro novato depois de Robertson (1960) e Art Williams (1967) a ter um triplo-duplo em seus primeiros quatro jogos. Ele passou a se tornar o único jogador na história da NBA a começar uma temporada com pelo menos 170 pontos, 100 rebotes e 80 assistências nos primeiros 10 jogos de sua equipe.
Em 29 de novembro, ele teve 31 pontos e 18 rebotes na vitória por 118-113 sobre os Wizards. Em 22 de fevereiro, ele marcou 32 pontos quando os 76ers venceram o Chicago Bulls por 116-115.
Em 15 de março contra o New York Knicks, Simmons teve seu segundo triplo-duplo seguido e se juntou a Robertson e Magic Johnson como o terceiro novato na história da NBA a alcançar 1.000 pontos, 500 rebotes e 500 assistências. Seu triplo-duplo contra os Knicks foi seu oitavo da temporada, entrando assim em segundo lugar na lista de mais triplo-duplos como um novato perdendo apenas para Robertson (26). Em 19 de março contra o Charlotte Hornets, Simmons registrou 11 pontos, 12 rebotes e 15 assistências e se tornou o terceiro novato a ter 0 turnovers em um jogo de triplo-duplo. Em 24 de março, ele registrou seu 10º triplo-duplo da temporada com 15 pontos, 12 rebotes e 13 assistências na vitória por 120-108 sobre o Minnesota Timberwolves. No dia 26 de março, ele fez 11 assistências em uma vitória por 123-104 sobre o Denver Nuggets, superando Allen Iverson (567), estabelecendo o recorde do time para assistências como novato.
Em 6 de abril, ele fez 27 pontos, 15 rebotes e 13 assistências na vitória por 132-130 sobre o Cleveland Cavaliers, levando o time à sua 13ª vitória consecutiva. Ele foi subsequentemente nomeado Jogador da Semana da Conferência Leste para os jogos disputados de 2 de abril a 8 de abril.
No penúltimo jogo dos 76ers na temporada regular em 10 de abril, eles estabeleceram um recorde da franquia com sua 15ª vitória consecutiva após uma vitória por 121-113 sobre o Atlanta Hawks, com Simmons registrando 13 pontos, 10 rebotes e seis assistências. Os 76ers terminaram a temporada regular com 16 vitórias consecutivas e a terceira melhor colocada na Conferência Leste. Seu recorde de 52-30 marcou a melhor marca desde 2001, quando fizeram 56-26. Na conclusão da temporada regular, Simmons foi eleito o Novato da Conferência Leste do Mês para os jogos disputados em março e abril, recebendo o prêmio pelo terceiro mês consecutivo e pela quarta vez no geral.
Em sua estréia nos playoffs, no primeiro jogo da primeira rodada dos 76ers contra o Miami Heat, Simmons fez 17 pontos, 14 assistências e nove rebotes na vitória por 130-103. No Jogo 4, Simmons ajudou os 76ers a liderar a série por 3-1 com 17 pontos, 13 rebotes e 10 assistências em uma vitória de 106-102. Ele se tornou o primeiro novato desde Magic Johnson em 1980 a ter um triplo-duplo nos playoff, e se tornou o quinto novato com um  triplo-duplo nos playoffs, juntando-se a Johnson, Kareem Abdul-Jabbar, Jerry Lucas e Tom Gola. Simmons ajudou os 76ers a passar para a segunda rodada dos playoffs registrando 14 pontos e 10 rebotes na vitória por 104-91 no Jogo 5.
Os 76ers perderam em cinco jogos para o Boston Celtics na segunda rodada, com Simmons registrando 18 pontos, oito rebotes e seis assistências em uma derrota de 114-112 no Jogo 5.
No final da temporada, Simmons foi o vencedor do NBA Rookie of the Year e foi eleito para a Primeira-Equipe do NBA All-Rookie.

#### Primeira seleção All-Star (2018-19)
Em setembro de 2018, Simmons anunciou que durante o período de entressafra ele começou a trabalhar para melhorar seu arremesso com seu irmão Liam Tribe-Simmons, ex-assistente técnico da Universidade da Califórnia, e que iria continuar pelo restante da temporada.
Na abertura da temporada em 16 de outubro de 2018, Simmons registrou 19 pontos, 15 rebotes e oito assistências em uma derrota por 105-87 para o Boston Celtics. Dois dias depois, ele teve um triplo-duplo com 13 pontos, 13 rebotes e 11 assistências em uma vitória por 127-108 sobre o Chicago Bulls. Em 5 de janeiro, ele registrou seu sexto triplo-duplo da temporada com 20 pontos, 14 rebotes e 11 assistências na vitória por 106-100 sobre o Dallas Mavericks. Em 11 de janeiro, ele fez 23 pontos, 15 assistências e 10 rebotes na derrota por 123-121 para o Atlanta Hawks. Dois dias depois, ele fez 20 pontos, 22 rebotes e nove assistências na vitória por 108-105 sobre o New York Knicks.
Em 15 de janeiro, com 20 pontos, 11 rebotes e 9 assistências contra o Minnesota Timberwolves, Simmons se tornou o segundo jogador mais rápido na história da NBA a atingir 2.000 pontos, 1.000 rebotes e 1.000 assistências, perdendo apenas para Oscar Robertson. Simmons alcançou este marca em 125 jogos, que são 9 jogos mais rápidos que Magic Johnson e 33 jogos mais rápidos que LeBron James.
Em 31 de janeiro, ele recebeu sua primeira seleção para o All-Star Game como reserva da Conferência Leste, tornando-se o primeiro australiano a receber a honra.
Em 28 de fevereiro, ele registrou seu nono triplo-duplo da temporada com 11 pontos, 13 rebotes e 11 assistências na vitória por 108-104 sobre o Oklahoma City Thunder. Dois dias depois, ele teve 25 pontos, 15 rebotes e 11 assistências em uma derrota por 120-117 para o Golden State Warriors.
No segundo jogo da primeira rodada dos playoffs contra o Brooklyn Nets, Simmons teve seu segundo triplo-double na pós-temporada com 18 pontos, 12 assistências e 10 rebotes para levar Philadelphia à vitória por 145-123. No terceiro jogo da série, Simmons marcou 31 pontos em uma vitória por 131-115 sobre o Nets.

#### Temporada de 2019-20

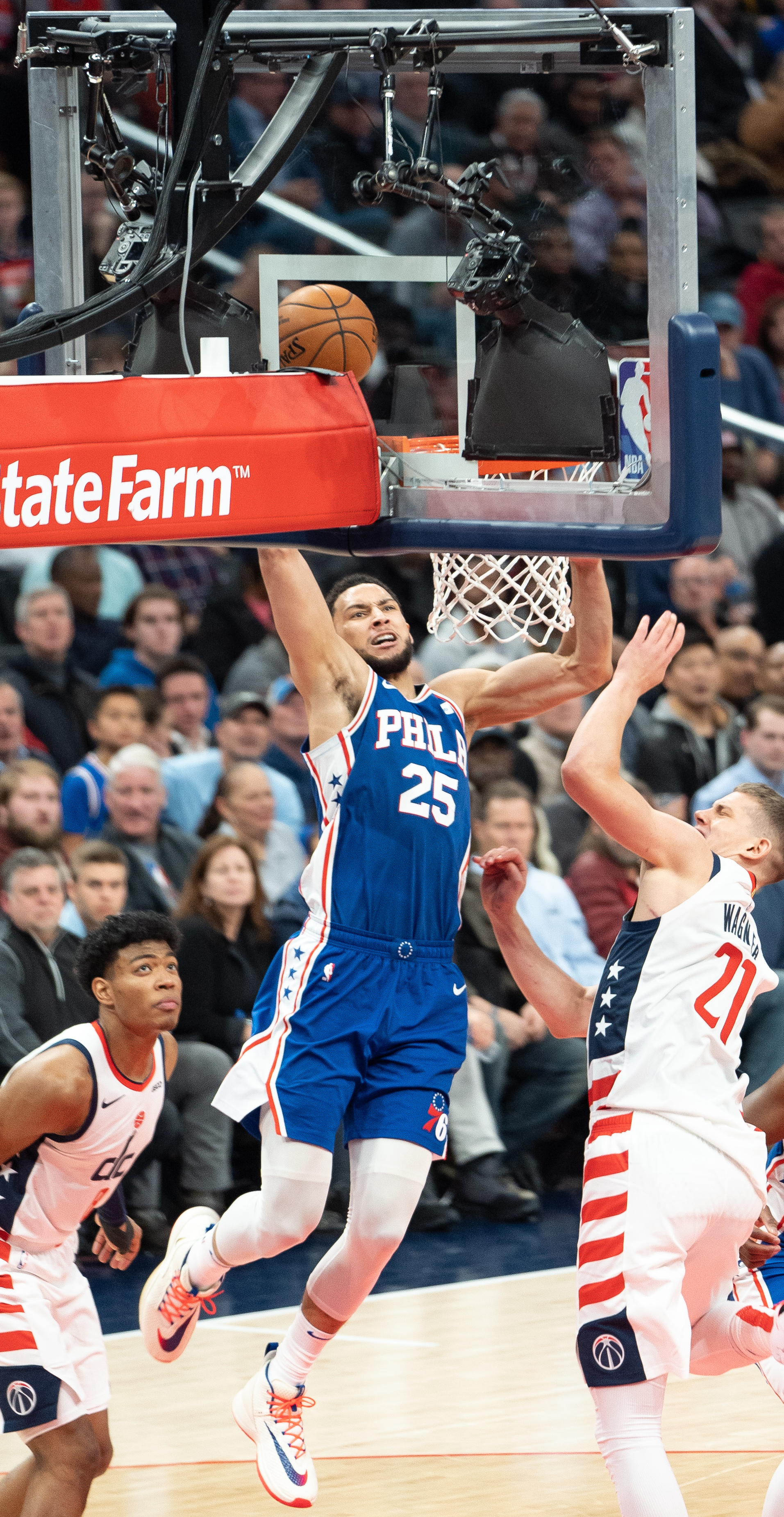
Simmons contra o Washington Wizards em 2019.

Na estreia da temporada de 2019-20 contra o Boston Celtics, Simmons registrou 24 pontos, nove assistências e oito rebotes em uma vitória por 107-93. Em 22 de novembro, Simmons registrou seu primeiro triplo-duplo da temporada e o 24º de sua carreira, depois de registrar 10 pontos, 10 rebotes e 13 assistências na vitória por 115-104 sobre o San Antonio Spurs. Em 7 de dezembro de 2019, Simmons marcou 34 pontos, o recorde de sua carreira, em uma vitória de 141-94 sobre o Cleveland Cavaliers, que incluiu sua segunda cesta de três pontos na NBA. Em 23 de dezembro, Simmons registrou mais um triplo-duplo desta vez, completando o feito, enquanto registrava um recorde na carreira de 17 assistências na vitória sobre o Detroit Pistons.
Em 20 de janeiro de 2020, Simmons registrou 34 pontos, 12 assistências e 12 rebotes na vitória por 117–111 sobre o Brooklyn Nets. Em 30 de janeiro, foi anunciado que Simmons havia sido premiado com sua segunda aparição no All-Star. Simmons foi escolhido pelo Team LeBron e registrou 17 pontos, 5 assistências e 6 rebotes na vitória do Team LeBron.
Em um jogo de 22 de fevereiro contra o Milwaukee Bucks, Simmons deixou o jogo no primeiro quarto com uma aparente lesão na parte inferior das costas. A equipe o listou como "fora por um longo período de tempo". Simmons foi afastado das quadras até o retorno da NBA, após uma pausa devido à pandemia de COVID-19. Simmons voltou a jogar em 1º de agosto de 2020 durante a Bolha da NBA, onde registrou 19 pontos, 13 rebotes e 5 rebotes na derrota para o Indiana Pacers. Simmons ficou de fora dos playoffs devido a uma lesão no joelho e os 76ers foram eliminado por 4-0 pelo Boston Celtics.
Após a temporada, Simmons foi o líder de roubadas de bola da NBA em 2020 e foi nomeado para a Terceira-Equipe All-NBA e para a Primeira-Equipe Defensiva da NBA.

#### Seleções All-Star e All-Defensive (20–21)
Em 15 de fevereiro de 2021, Simmons registrou um duplo-duplo de 42 pontos e 12 assistências em uma derrota por 134–123 para o Utah Jazz. Simmons terminou a temporada com uma média de 14,3 pontos, 7,2 rebotes e 6,9 assistências.
Durante os playoffs, Simmons teve problemas na linha de lance livre e se tornou o pior arremessador de lance livre na história da pós-temporada com pelo menos 67 tentativas (34,2%), superando Wilt Chamberlain (38%) e Shaquille O'Neal (37,4%). Depois de uma derrota no Jogo 7 nas semifinais da Conferência Leste contra o Atlanta Hawks, Simmons ficou sob forte escrutínio devido à sua incapacidade de arremessar e falta de agressividade no ataque. Simmons não tentou um único arremesso no último quarto em cinco dos sete jogos, o que muitos atribuíram à sua falta de confiança em arremessar lances livres. Simmons teve médias de 9,9 pontos, 6,3 rebotes e 8,6 assistências e acertou 60% dos arremessos e 33% (15 para 45) da linha de lance livre contra os Hawks.

#### Briga com os 76ers (2021–22)
Após a derrota do 76ers no Jogo 7 nas semifinais da Conferência Leste de 2021, um repórter perguntou ao técnico dos 76ers, Doc Rivers, se Simmons poderia ser um armador em um time campeão, ao que Rivers respondeu: "Eu nem sei como responder a isso agora."
Em resposta a este e outros fatores, Simmons, apesar de ter faltado quatro anos de contrato, decidiu em agosto de 2021 que não queria mais fazer parte da equipe. Ele declarou suas intenções de ser negociado e observou que estava disposto a perder os treinamentos para fazer cumprir sua demanda comercial. Os 76ers não chegaram a um acordo em suas conversas com outras equipes
Simmons não jogou na pré-temporada e até colocou sua casa na Filadélfia no mercado por US $ 3,1 milhões. Sua ausência levou os 76ers a reter e colocar em custódia $ 8,25 milhões que, de outra forma, seriam devidos a ele em 1º de outubro, representando mais de um quarto dos $ 31,59 milhões devidos a ele na temporada de 2021–22.
Simmons retornou à equipe em 11 de outubro de 2021. Em 19 de outubro, Simmons foi expulso do treino por Rivers e foi suspenso pelos 76ers por um jogo devido a conduta prejudicial à equipe. Simmons já havia sido multado em US $ 1,4 milhão devido à sua ausência em quatro jogos da pré-temporada, treinos perdidos e reuniões. Depois que Simmons disse aos 76ers que sua ausência se devia a um problema de saúde mental, os funcionários da equipe pararam de multá-lo, mas retomaram as multas depois que ele continuou a não cooperar com eles. Devido às repetidas multas por jogos perdidos, Simmons se tornou o jogador mais multado da história da NBA, com relatórios sugerindo que ele havia ultrapassado US $ 10 milhões até o final de 2021. Em janeiro de 2022, os 76ers teriam limitado a multa de Simmons em resposta a ele participando de reuniões de equipe e sessões de aconselhamento, mas continuou a interrompê-lo por jogos perdidos.

### Brooklyn Nets (2022–Presente)
Em 10 de fevereiro de 2022, Simmons foi negociado, junto com Andre Drummond, Seth Curry e duas futuras escolhas de primeira rodada, para o Brooklyn Nets em troca de James Harden e Paul Millsap.
Em 21 de março, Simmons foi diagnosticado com uma hérnia de disco nas costas. Em 4 de abril, o técnico dos Nets, Steve Nash, descartou Simmons pelo restante da temporada regular e do play-in. Em 5 de maio, ele passou por uma cirurgia nas costas.
Em 3 de outubro de 2022, Simmons fez sua estreia na pré-temporada e registrando seis pontos, cinco assistências e quatro rebotes em uma derrota por 127-108 para o Philadelphia 76ers. Em 19 de outubro de 2022, ele fez sua estreia na temporada regular e teve quatro pontos, cinco rebotes e cinco assistências na derrota por 130-108 para o New Orleans Pelicans. Em 17 de novembro, Simmons registrou 15 pontos, 13 rebotes, o melhor da temporada, e sete assistências na vitória por 109-107 sobre o Portland Trail Blazers. Três dias depois, ele marcou 22 pontos, o melhor da temporada, na vitória por 127-115 sobre o Memphis Grizzlies.
Em 5 de março, o técnico dos Nets, Jacque Vaughn, revelou que Simmons fez uma ressonância magnética que detectou inflamação nas costas. Em 24 de março, os Nets anunciaram que Simmons havia sido diagnosticado com uma lesão nervosa nas costas e estaria afastado por tempo indeterminado. No dia seguinte, Vaughn afirmou que Simmons provavelmente não jogaria pelo resto da temporada. Em 28 de março, Vaughn confirmou que os Nets iriam desligar Simmons do elenco pelo resto da temporada devido a um problema nervoso nas costas. A ESPN descreveu o desempenho de Simmons durante a temporada de 2022-23 como "um declínio acentuado em relação aos seus dias como All-Star".
Depois de perder os primeiros 38 jogos da temporada de 2023-24, Simmons fez sua estreia na temporada em 29 de janeiro de 2024. No jogo, ele registrou 10 pontos, 11 assistências e 8 rebotes na vitória por 147-114 sobre o Utah Jazz. Simmons disputou apenas 15 partidas pelos Nets e teve médias de 6,1 pontos, 7,9 rebotes e 5,7 assistências. Em 7 de março, os Nets anunciaram que Simmons perderia o resto da temporada devido a um nervo na parte inferior das costas. Em 15 de março, ele foi submetido a uma discectomia parcial microscópica para aliviar o problema.

## Carreira na seleção
Simmons representou a Seleção Australiana no Campeonato Mundial de Basquetebol Sub-17 em 2012 aos 15 anos e ajudou a equipe a chegar à final, onde foram derrotados pelos Estados Unidos. Um ano depois, Simmons fez sua estreia na equipe sênior no Campeonato da Oceania de Basquete Masculino de 2013 contra a Nova Zelândia. Ele subsequentemente marcou quatro pontos totais na série de dois jogos e foi uma parte da equipe australiana ganhadora de medalha de ouro.
Em julho de 2014, Simmons foi adicionado ao plantel para a Campeonato Mundial de 2014. No entanto, ele foi mais tarde retirado do plantel, já que não chegou à lista final de 12 homens. Em agosto de 2015, Simmons sinalizou sua intenção de representar a Austrália nas Jogos Olímpicos de Verão de 2016 e disse que ele estava com o objetivo de ganhar uma medalha. No entanto, em abril de 2016, Simmons decidiu não participar a fim de se concentrar na preparação para sua temporada de estreia na NBA.
Em outubro de 2017, Simmons deixou claro suas intenções de representar a Austrália nas Jogos Olímpicos de Verão de 2020 em Tóquio. Em 15 de maio de 2019, Simmons confirmou que representaria a Austrália na Campeonato Mundial de 2019 e em jogos de exibição contra o Canadá e os Estados Unidos. Em julho de 2019, Simmons anunciou que não jogaria pela seleção australiana em 2019, citando "obrigações profissionais".
Ele se retirou da equipe que participaria das Olimpiadas de 2020 para se concentrar em melhorar suas habilidades de arremesso para a temporada de 2021-22.

## Estatísticas da carreira

### NBA
|  | Líder da Liga |

#### Temporada regular
| Ano      | Equipe       | PJ  | PT  | MPJ  | AP   | 3P   | LL   | RT  | AS  | BR  | TO | PPJ  |
| -------- | ------------ | --- | --- | ---- | ---- | ---- | ---- | --- | --- | --- | -- | ---- |
| 2017–18  | Philadelphia | 81  | 81  | 33.7 | .545 | .000 | .560 | 8.1 | 8.2 | 1.7 | .9 | 15.8 |
| 2018–19  | Philadelphia | 79  | 79  | 34.2 | .563 | .000 | .600 | 8.8 | 7.7 | 1.4 | .8 | 16.9 |
| 2019–20  | Philadelphia | 57  | 57  | 35.4 | .580 | .286 | .621 | 7.8 | 8.0 | 2.1 | .6 | 16.4 |
| 2020–21  | Philadelphia | 58  | 58  | 32.4 | .557 | .300 | .613 | 7.2 | 6.9 | 1.6 | .6 | 14.3 |
| 2022–23  | Brooklyn     | 42  | 33  | 26.3 | .566 | .000 | .439 | 6.3 | 6.1 | 1.3 | .6 | 6.9  |
| 2023–24  | Brooklyn     | 15  | 12  | 23.9 | .581 | —    | .400 | 7.9 | 5.7 | .8  | .6 | 6.1  |
| Carreira | Carreira     | 332 | 320 | 30.9 | .565 | .117 | .538 | 7.6 | 7.1 | 1.4 | .6 | 12.7 |
| All-Star | All-Star     | 2   | 0   | 23.0 | .923 | .000 | .500 | 6.0 | 6.0 | 1.5 | .5 | 29.5 |

#### Playoffs
| Ano      | Equipe       | PJ | PT | MPJ  | AP   | 3P   | LL   | RT  | AS  | BR  | TO  | PPJ  |
| -------- | ------------ | -- | -- | ---- | ---- | ---- | ---- | --- | --- | --- | --- | ---- |
| 2018     | Philadelphia | 10 | 10 | 36.9 | .488 | .000 | .707 | 9.4 | 7.7 | 1.7 | .8  | 16.3 |
| 2019     | Philadelphia | 12 | 12 | 35.1 | .621 | ―    | .575 | 7.1 | 6.0 | 1.3 | 1.0 | 13.9 |
| 2020     | Philadelphia | 12 | 12 | 33.5 | .621 | .000 | .342 | 7.9 | 8.8 | 1.3 | .8  | 11.9 |
| Carreira | Carreira     | 34 | 34 | 35.1 | .576 | .000 | .541 | 8.1 | 7.5 | 1.4 | .8  | 14.0 |

### Universidade
| Ano     | Equipe | PJ | PT | MPJ  | AP   | 3P   | LL   | RT   | AS  | BR  | TO | PPJ  |
| ------- | ------ | -- | -- | ---- | ---- | ---- | ---- | ---- | --- | --- | -- | ---- |
| 2015–16 | LSU    | 33 | 32 | 34.9 | .560 | .333 | .670 | 11.8 | 4.8 | 2.0 | .8 | 19.2 |

Fonte:

## Prêmios e Homenagens
- National Basketball Association:
  - 3x NBA All-Star: 2019, 2020, 2021;
  - All-NBA Team:
    - Terceiro Time: 2020;

  - 2x NBA All-Defensive Team:
    - Primeiro time: 2020, 2021;

  - NBA Rookie of the Year: 2018;
  - NBA All-Rookie Team:
    - Primeiro Time: 2018;

  - NBA Steals Leader: 2020;

## Vida pessoal
No verão de 2018, o irmão de Simmons, Liam, renunciou ao cargo de assistente técnico na Universidade da Califórnia para trabalhar com Simmons na melhoria de seu arremesso. Sua irmã Emily, ex-integrante da equipe feminina de remo da Universidade Estadual de Washington, que trabalha para a Klutch Sports desde 2014, é a esposa do ex-jogador da NFL, Michael Bush. Seu padrinho, David Patrick, foi assistente técnico da LSU e fez parte de sua única temporada lá.
Em novembro de 2016, Simmons participou do documentário "One & Done", da Showtime, proporcionando uma visão de seu tempo como universitário, além de explorar os pensamentos dele e de sua família.

Em 3 de outubro de 2020, Simmons anunciou seu apoio a Joe Biden e Kamala Harris para a Eleição presidencial nos Estados Unidos em 2020. Durante o feriado de Natal de 2021, Simmons supostamente ficou noivo da personalidade da televisão britânica Maya Jama. Em agosto de 2022, o casal supostamente terminou o noivado.